# کاخ بزرگ

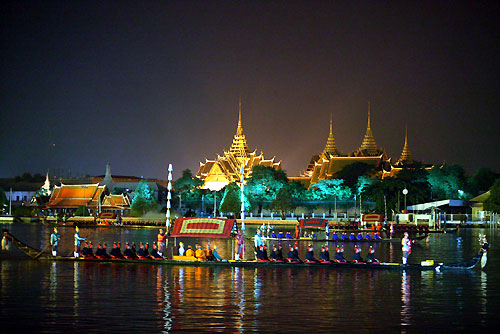
کاخ بزرگ در بانکوک

کاخ بزرگ (به تایلندی พระบรมมหาราชวัง، با تلفظ: پرا بوروم ماها راتچا وانگ) مجموعه‌ای از ساختمانهای سلطنتی، در بانکوک (پایتخت تایلند) که از قرن هجدهم میلادی تا کنون، محل اقامت رسمی پادشاهان آن کشور بوده‌است. ساخت این مجموعه ساختمانی، از سال ۱۷۸۲ میلادی، آغاز شده و به‌طور مداوم، گسترش یافته‌است.
هنگامی که پادشاه رامای اول، بانکوک را به پایتختی برگزید، تصمیم به بنای کاخی نوین، به عنوان مرکز دولت و محل اقامت خویش نمود. بدین ترتیب، ساخت و ساز برجی زرین، در روز ششم ماه مه در سال ۱۷۸۲ میلادی، آغاز گشت. در ابتدا، کاخی که شامل چندین ساختمان چوبی در چهار گوشه دیوار دفاعی، به طول ۱۹۰۰ متر بود، با مساحتی، افزون بر ۲۱۸۴۰۰ متر مربع، بنا شد. اندکی پس از آن بود که وی، دستور بنای معبد بودای زمردین را به عنوان معبد سلطنتی، صادر کرد.